# Imre Lakatos
Imre Lakatos [ˈimrɛ ˈlɒkɒtoʃ], madžarski filozof, * 9. december 1922, Debrecen, Madžarska, † 2. februar 1974, London, Anglija.

## Življenje
Lakatos se je rodil judovski družini 9. decembra 1922 v Debrecenu na Madžarskem staršema Jacobu Marton Lipsitzu in Margit Herczfeld kot edini otrok. Njegovi starši so se ločili v njegovi rani mladosti, zato ga je v veliki meri vzgojila babica. Po briljantni šolski karieri, v kateri je na matematičnih tekmovanjih osvojil številne nagrade, je bil Lakatos leta 1940 sprejet na Univerzo Debrecen. Tam je leta 1944 diplomiral iz matematike, fizike in filozofije. Po koncu študija je ustanovil marksistično skupino, ki se je posvečala predvsem pripravi mladih kadrov za prihodnjo komunistično revolucijo, namesto da bi sodelovala v javnih propagandnih ali antifašističnih odpornih dejavnostih. Istega leta maja so bili Lakatosova mati, babica in drugi sorodniki prisiljeni oditi v »Debrecenski geto«, nato pa so umrli v Auschwitzu. Še pred tem pa je marca Lakatos uspel pobegniti iz Debrecena v Nagváryad z lažnimi dokumenti pod imenom Molnár.
V Nagváryadu je ponovno začel svojo marksistično usmerjeno skupino. Sopredsednica je bila njegova takratna punca in kasneje žena, Éva Révész. V mesecu maju se je skupini pridružila Éva Izsák, devetnajstletna judovska antifašistična aktivistka. Lakatos se je čez nekaj časa odločil, da je tveganje, če ostane v skupini, preveliko, saj bi jih po vsej verjetnosti izdala, če bi jo zajeli nasprotniki. Po njegovem je bila njena dolžnost do skupine, da stori samomor, saj tako ne bi moglo priti do izdaje podatkov. Kasneje jo je eden od članov skupine odpeljal v Debrecen in jo, po Lakatosovem naročilu, zastrupil s cianidom.
Leta 1944 se je po sovjetski zmagi vrnil v Debrecen in svoje ime spremenil iz germanskega judovskega Lipsitza v madžarskega Lakatosa (kar pomeni »ključavničar«) v čast madžarskemu proletarcu Gezi Lakatosu. Aktiviral se je v takratni pravni komunistični partiji in v dveh levičarskih mladinskih in študentskih organizacijah, madžarski demokratični federaciji mladih (MADISZ) in debrecenskem univerzitetnem krogu (DEK). 
Lakatos se je preselil v Budimpešto leta 1946. Po vojni je od leta 1947 delal kot visok uradnik v madžarskem ministrstvu za šolstvo. Nadaljeval je tudi z doktoratom na Univerzi v Debrecenu z naslovom O sociologiji koncepta v naravoslovju, s katerim je leta 1948 doktoriral. 
V Moskvo je odšel januarja 1949. Tam se je ukvarjal z "nepristranskimi" dejavnosti, ki so ostale ovite v skrivnost, še bolj skrivnostno pa se je zdelo njegovo obnašanje po vrnitvi iz Rusije. Ob vrnitvi se je v madžarski komunistični partiji znašel na izgubljajoči strani notranjih argumentov in bil zaprt zaradi obtožb revizijskega delovanja od leta 1950 do leta 1953 v zaporni tabor v Recsku. Kljub temu da je bil zaprt, je v tistem času imel zelo pomembno vlogo pri gradnji komunistične vladavine.
Po izpustitvi septembra 1953 je Lakatos ostal zvest stalinist. Življenje je posvetil Matematičnemu inštitutu madžarske akademije znanosti, branju, raziskovanju in prevajanju. Postopoma se je obrnil proti stalinističnemu marksizmu, ki je bil prej njegova veroizpoved. Poročil se je z Évo Pap in živel v hiši svojih staršev. 
Leta 1956 se je pridružil revizionističnemu Petőfijevemu krogu in izrekel vznemirljiv govor na temo »O vzrejnih znanstvenicah«. Ko je novembra 1956 Sovjetska zveza izvedla okupacijo Madžarske, je Lakatos pobegnil na Dunaj s svojo ženo in njenimi starši in pozneje odšel v Anglijo. 
Dva meseca je obiskoval King's College Cambridge v Fellowshipom Rockefeller, kjer je doktoriral leta 1959 (pod mentorstvom RB Braithwaite) z Eseji v logiki matematičnega odkritja. Leta 1960 je bil imenovan na položaj na Londonski šoli za ekonomijo, kjer je pisal o filozofiji matematike in filozofiji znanosti. 
Leta 1961 je doktoriral iz filozofije na Univerzi v Cambridgeu. Knjiga Proofs and Refutations objavljena po njegovi smrti, temelji na tem delu. Januarja 1971 je postal urednik britanskega časopisa za filozofijo znanosti, ki ga je Judo Wisdom ustvaril pred odhodom leta 1965, nadaljeval pa je kot urednik do svoje smrti leta 1974. Lakatos je ostal na Londonski šoli za ekonomijo vse do svoje nenadne smrti zaradi srčnega napada v starosti samo 51 let.

## Delo
Lakatosovo filozofijo matematike so navdihnili Heglova in Marxova dialektika, teorija znanja Karla Popperja in delo matematika Georgea Pólye.

### KnjigaDokazi in spodbijanja(Proofs and refutations)
Njegova knjiga Dokazi in spodbijanja (1976) temelji na prvih treh poglavjih njegove štiridelne doktorske disertacije Eseji v logiki matematičnega odkritja (1961). Prvo poglavje je Lakatosova ponovitev enega izmed poglavij, ki je bilo prvič objavljeno v angleškem časopisu The British Journal for the Philosophy of Science med letoma 1963 in 1964. V veliki meri ga zavzema izmišljeni dialog, ki se dogaja v matematičnem razredu. Študenti poskušajo dokazati formulo za značilnost Eulerja v algebrski topologiji, ki je izrek o značilnostih mnogih poliedrov, in sicer, da je za vse poliedre število njihovih stranic minus število njihovih robov plus število njihovih ploskev enako 2. Dialog naj bi predstavljal dejansko vrsto poskusnih dokazov, ki so jih matematiki skozi zgodovino ponujali kot domnevno razlago, a so ti sproti zavrnjeni. Študenti pogosto parafrazirajo znane matematike, kot je Cauchy. Lakatos je podal številne primerjave z Eulerjevimi formulami in tri načine ravnanja s takšnimi primeri. Njegove tehnike pa so priznane kot pristopi k izboljšanju analize fizikalnih težav. 
Lakatos je poskušal dokazati, da noben izrek neformalne matematike ni dokončen ali popoln. To pomeni, da ne smemo predpostavljati, kot da je izrek resničen. Vemo le, da ni bilo mogoče najti nobenega njemu nasprotujočega dokaza. Ko najdemo nov primer, ki je v nasprotju z izrekom ali ni obrazložen z njim, prilagodimo izrek, po možnosti razširimo domeno njegove veljavnosti. To je neomejen način zbiranja znanja preko logike, procesa dokazovanja in ovir. (Lakatos je trdil, da so dokazi iz aksiomov logično resnični).
Lakatos je predlagal matematično znanje, ki temelji na ideji hevristike. Pravil je, da so matematični miselni eksperimenti veljaven način za odkrivanje matematičnih domnev in dokazov, zato je včasih svojo filozofijo poimenoval »kvazi-empirizem«.
Matematično skupnost je zasnoval kot nekakšno dialektiko, da bi odločil, kateri matematični dokazi so veljavni in kateri ne. V osnovi se ni strinjal s formalističnim pojmovanjem dokazov, ki je prevladoval v Fregeovem in Russellovem logicizmu, za katerega je značilno definiranje dokazov samo v smislu formalne veljavnosti.
Pri prvi objavi Dokazov in spodbijanj, so njegovi pogledi postali zelo vplivni pri novih delih pri filozofiji matematike, čeprav se je le malo ljudi strinjalo z njim.

### Cauchy in nesprejemljiva konvergenca
V besedilu iz leta 1966, je Lakatos ponovno proučeval zgodovino računov, s posebnim poudarkom na Augustinu-Louisu Cauchyju in konceptu nespremenljive konvergence v luči nestandardne analize. Lakatos je trdil, da zgodovinarji matematike ne bi smeli ocenjevati kot evolucije matematike v povezavi s trenutnimi modernimi teorijami. Da bi to potrdil, je preučeval dokaz Cauchyja, in je ugotovil, da je vsota več zveznih funkcij sama po sebi nepretrgana. Lakatos je bil kritičen do tistih, ki so videli Cauchyjev dokaz kot nekaj, kar nima izrecne primerne konvergenčne domneve in zgolj kot neustrezen pristop k weierstrassianski analizi. Lakatos pa je sprevidel, da se ni zavedal, da se je Cauchyjev koncept močno razlikoval od trenutno prevladujočih pogledov matematikov.

### Raziskovalni program
Njegov drugi pomemben prispevek k filozofiji znanosti je bil njegov model raziskovalnega programa, ki ga je oblikoval pri reševanju konflikta med Popperjevim ponarejanjem in revolucionarno strukturo znanosti po Kuhnu. Popperjev standard ponarejanja je bil široko sprejet, saj je trdil, da je potrebno teorijo opustiti takoj, ko se izkaže, da mogoče obstajajo nasprotujoči ji dokazi. Na drugi strani pa so Kuhnovi opisi znanstvene dejavnosti povzeli, da je ta najboljša, ko ohrani sistem popularnosti kljub nepravilnostim. Model Lakatosovega raziskovalnega programa je želel združiti oba koncepta.
Raziskovalni program je temeljil na "trdnem jedru" teoretičnih predpostavk, ki jih ni mogoče ovreči ali spremeniti, brez da bi program s tem izgubil veljavnost. Bolj preproste in specifične teorije, ki so oblikovane za razlago dokazov, ki ogrožajo "trdno jedro", se imenujejo pomožne hipoteze. Da bi ga obvarovali, so jih uporabniki programa zanemarili. 
Lakatos je bil mnenja, da so lahko teoretične spremembe progresivne, ko povečujejo razumljivost ali predvideno moč programa. Poleg tega je menil tudi, da so uporabne, dokler ne dosežemo boljšega sistema teorij, ki bi zasnovani in raziskovalni program v celoti nadomesti. Degenerativni raziskovalni program kaže, da si je potrebno prizadevati za nov in bolj progresiven sistem teorij, da bi nadomestili trenutno prevladujočega, toda dokler ni mogoče zasnovati in se dogovoriti o takšnem sistemu teorij, bi opuščanje sedanjega le še poslabšalo pojasnila in to je bilo za Lakatosa nesprejemljivo. Najpomembnejši primer Lakatosovega raziskovalnega programa, ki je bil uspešen v svojem času in nato postopoma nadomeščen, je pripadal Isaacu Newtonu s tremi zakoni gibanja, ki so tvorili "trdno jedro".
Raziskovalni program Lakatosa je namerno zagotavljal okvir, v katerem se je izvajalo raziskovanje na podlagi "trdnega jedra", ki so bili sprejeti za to raziskavo brez dodatnih dokazov ali razprav.
Lakatos je sledil ideji Pierra Duhema, da lahko zaščitiš teorijo (ali del nje) pred sovražnimi dokazi s preusmeritvijo kritike na druge teorije ali njene dele.
Popperova teorija ponarejanja je namigovala, da znanstveniki predložijo teorije, narava pa jih nato ovrže v obliki nekonsistentnega opazovanja. Po mnenju Popperja je nerazumno, da znanstveniki ohranijo svoje teorije ob zavrnitvi narave, kot je to opisal Kuhn. Po Lakatosovem mnenju je bil potreben labirint teorij, pri katerih se pojavi neskladnost. Pri neprekinjenem spoštovanju programa, dopolnjenega s prilagodljivimi pomožnimi hipotezami, se odražajo Lakatosovi manj strogi standardi ponarejanja.
Lakatos je po svoje razširil Popperjeve zamisli, te pa so se sčasoma spremenile in mnogi so zanje našli svoje interpretacije. V svojem dokumentu Kritika in metodologija znanstvenih raziskovalnih programov (1986) Lakatos nasprotuje Popperevemu ponarejanju, ki zahteva brezpogojno zavračanje teorije s kakršnokoli nepravilnostjo.
Medtem ko je Lakatos poimenoval svojo teorijo »sofisticirano metodološko ponarejanje«, ta ni metodološka v strogem pomenu, temveč le v tem, da teorije opuščamo glede na metodično napredovanje od slabših teorij do boljših teorij – »potencialni ovrgljivec«. Lakatos je v okviru raziskovalnega programa razdelil te metodološke predpise med »negativne hevristike«, raziskovalne metode in pristopi, ki se jih je dobro izogibati in »pozitivne hevristike«, raziskovalne metode in pristopi, ki so koristni.
Lakatos je trdil, da niso vse spremembe pomožnih hipotez raziskovalnega programa enako produktivne ali sprejemljive. Menil je, da jih je potrebno ovrednotiti po njihovi sposobnosti ubranitve "trdnega jedra", pojasnitve očitne anomalije in sposobnosti ustvarjanja novih dejstev v obliki napovedi ali dodatnih pojasnil. 
Za Lakatosa je v bistvu nujno nadaljevanje s teorijo, ki mogoče ni povsem resnična, saj je pri tem mogoče doseči znanstveni napredek. V tem smislu za Lakatosa ni dovolj le nanašanje na »ponarejanje« ali »zavrnitev«, ampak tudi dovoljevanje manj napačne teorije. Teorija ne more biti upravičeno »ponarejena«, dokler jo ne nadomesti bolj napreden raziskovalni program.

### Psevdoznanost
Teorija je za Lakatosa psevdoznanstvena, če ne prinese nobenih novih napovedi o prej neznanih pojavih. Psevdoznanstvene teorije so tiste, pri katerih so dejstva potrjena, medtem ko so pri izkrivljenih znanstvenih teorijah napovedi novih dejstev zavrnjene. Kot je sam dejal:
»Dano dejstvo je znanstveno razloženo le, če se z njim predvidi novo dejstvo ... Ideja rasti in koncept empiričnega značaja se spajata v eno.« 
Njegovi ključni primeri so bili: ptolomejska astronomija, planetna kozmologija Immanuela Velikovskega, Freudova psihoanaliza, sovjetski marksizem, Lysenkova biologija, Niels-Bohrova kvantna mehanika, astrologija, psihiatrija, sociologija, neoklasicistična ekonomija in Darwinova teorija.

### Darwinova teorija
V svoji predavalnici leta 1973 je izjavil, da nihče do danes še ni našel merila, po katerem se lahko Darwin imenuje za znanstvenika.
Skoraj 20 let po tem je o Darwinu predavateljica, in nekdanja prijateljica Lakatosa, Helene Cronin, poskušala dokazati, da je Darwinova teorija empirično znanstvena. To je storila s podporo dokazov o podobnosti v raznolikosti življenjskih oblik na svetu.

### Racionalne rekonstrukcije zgodovine znanosti
V svojem dokumentu Zgodovina znanosti in njenih racionalnih rekonstrukcij (1970) je Lakatos predlagal dialektično historiografsko meta-metodo za vrednotenje različnih teorij znanstvenih metod. Primerjal naj bi uspeh pri razlagi dejanske zgodovine znanosti in znanstvenih revolucij na eni strani, na drugi strani pa bi zagotavljal historiografski okvir z zgodovino znanosti kot skoraj nepomembno. Članek je začel s svojim, sedaj dobro znanim rekom: "Filozofija znanosti brez zgodovine znanosti je prazna, zgodovina znanosti brez filozofije znanosti pa je slepa".
Vendar pa niti Lakatos niti njegovi sodelavci niso nikoli dokončali prvega dela navedka, saj so pokazali, da se je v vsaki znanstveni revoluciji velika večina ustrezne znanstvene skupnosti spremenila, ko je bilo Lakatosovo merilo izpolnjeno. (Lakatosovo merilo: nek program uspešno napove nekaj novih dejstev, njegov konkurent pa je degeneriran.) V zgodovinski študiji primerov v svojem dokumentu Kritika in metodologija znanstveno-raziskovalnih programov (1968) odkrito priznal in komentiral: "V tem prispevku ni moj namen resno preiti v drugo fazo primerjave racionalne rekonstrukcije z dejansko zgodovino, da bi našel pomanjkanje zgodovinske verodostojnosti. "
Z Lakatosovimi ugotovitvami in dognanji pa se nekateri niso strinjali. Po njegovi smrti jih je napadel Paul Feyerabend.
Uvod v besedilo Kritika in metodologija znanstveno-raziskovalnih programov je prevedla Maja Malec.